# Invasione della Corsica (1553)
L'invasione della Corsica del 1553 avvenne quando il Regno di Francia, l'Impero ottomano e gli esiliati di Corsica decisero di unire le loro forze per conquistare l'isola contro la Repubblica di Genova.
L'isola aveva una notevole importanza strategica nella parte occidentale del Mediterraneo, essendo il cuore della rete di comunicazioni degli Asburgo e una sosta forzata per le piccole imbarcazioni a vela tra la Spagna e l'Italia, era amministrata, dal 1453, dal genovese Banco di San Giorgio e la sua invasione era stata decisa nell'interesse della Francia.

## Contesto
Il re francese Enrico II era entrato in guerra con l'imperatore Carlo V nel 1551, con l'inizio della guerra d'Italia del 1551–1559. Alla ricerca di alleanze, Enrico II rinnovò l'alleanza franco-ottomana stipulata da suo padre Francesco I firmando un trattato con Solimano il Magnifico allo scopo di cooperare contro gli Asburgo nel bacino del Mediterraneo.
Gli ottomani, accompagnati dall'ambasciatore francese Gabriel de Luetz d'Aramon, avevano già sconfitto una flotta genovese comandata da Andrea Doria nella Battaglia di Ponza nel 1552. Il 1º febbraio 1553 venne stipulata una nuova alleanza franco-ottomana una collaborazione in campo navale contro gli Asburgo.

## Operazioni

### Campagna estiva (1553)
Gli ammiragli ottomani Turgut e Koca Sinan, assieme ad uno squadrone francese comandato da Antoine Escalin des Aimars, razziò le coste di Napoli, Sicilia, isola d'Elba e quindi della Corsica.

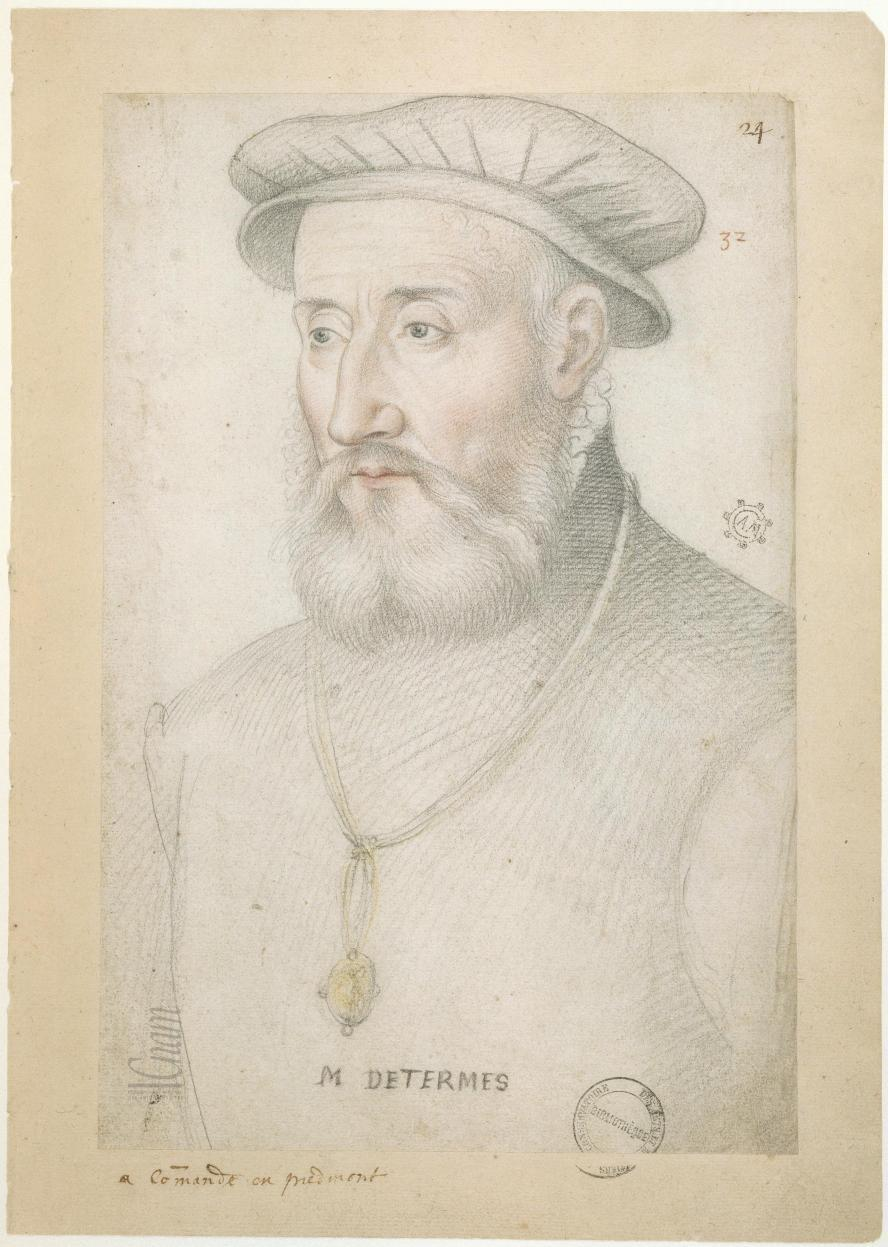
Paul de Thermes, comandante delle forze francesi.

l'isola di Corsica era al tempo occupata dalla Repubblica di Genova. La flotta ottomana sostenne i francesi, traghettando le truppe francesi di Parma, al comando del maresciallo di Francia Paul de Thermes, dalla Maremma senese alla Corsica. I francesi erano inoltre aiutati dagli esiliati corsi guidati da Sampiero Corso e Giordano Orsini (francesizzato in "Jourdan des Ursins"). L'invasione, però, non era stata esplicitamente approvata preventivamente dal re francese. Bastia venne conquistata il 24 agosto 1553, e Aimars giunse di fronte a Saint-Florent il 26 agosto. Bonifacio venne conquistata in settembre. Con la sola Calvi ancora in mani genovesi, gli ottomani, carichi di bottino, decisero di lasciare il blocco alla fine di settembre e ritornarono a Costantinopoli.
Con l'aiuto degli Ottomani, i francesi erano riusciti a prendere forti posizioni sull'isola e ad occuparla quasi completamente entro la fine dell'estate, con la costernazione di Cosimo de' Medici e del Papa.
Con la flotta ottomana rientrata a Costantinopoli e quella francese tornata a Marsiglia, l'occupazione della Corsica fu compromessa. Solo 5 000 vecchi soldati erano rimasti sull'isola, insieme agli insorti di Corsica.

### Contro attacco genovese (1553–1554)
Enrico II iniziò dei negoziati con i genovesi a novembre, ma la Repubblica di Genova inviò una forza di 15.000 uomini con la flotta di Andrea Doria e iniziò la lunga riconquista dell'isola con l'assedio di Saint-Florent.
Una flotta ottomana salpò da Costantinopoli al comando di Dragut ma giunse troppo tardi, e si limitò a costeggiare la Campania prima di tornare alla base. I francesi ottennero soltanto la collaborazione di alcune galliot da Algeri.

### Operazioni franco-ottomane (1555–58)
Nel 1555 i francesi erano stati cacciati dalla maggior parte delle città costiere e Doria tornò a Genova, lasciando però molte zone sotto il controllo francese. Nello stesso anno Giordano Orsini sostituì de Thermes e venne nominato "Gouverneur et lieutenant général du roi dans l'île de Corse".
L'ambasciatore presso la Porta Ottomana Michel de Codignac dovette andare al quartier generale ottomano in Persia, dove era in corso una guerra contro l'Impero safavide, la guerra ottomano-safavide, per perorare l'invio di una flotta. La flotta turca rimase solo durante l'assedio di Calvi, e contribuì molto poco. La stessa inattività ebbe luogo durante l'assedio di Bastia, che era stata ripresa dai genovesi. La flotta turca inviata in aiuto, venne gravemente compromessa dalla peste e tornò a casa con le navi quasi vuote.
Un'altra flotta ottomana venne inviata nel Mediterraneo nel 1558 per supportare strategicamente la Francia, ma la flotta giunse in ritardo per congiungersi a quella francese in Corsica vicino a Bastia, probabilmente a causa del mancato rispetto degli ordini di Solimano da parte del comandante Dragut. La flotta ottomana guidò invece, nel 1558, l'invasione delle isole Baleari. Solimano si scusò, in una lettera a Enrico alla fine dell'anno 1558.
Si dice che l'alleanza franco-ottomana raggiunse il suo punto più elevato intorno al 1553. Con il trattato di Cateau-Cambrésis del 1559 i francesi restituirono la Corsica a Genova.

## Galleria d'immagini

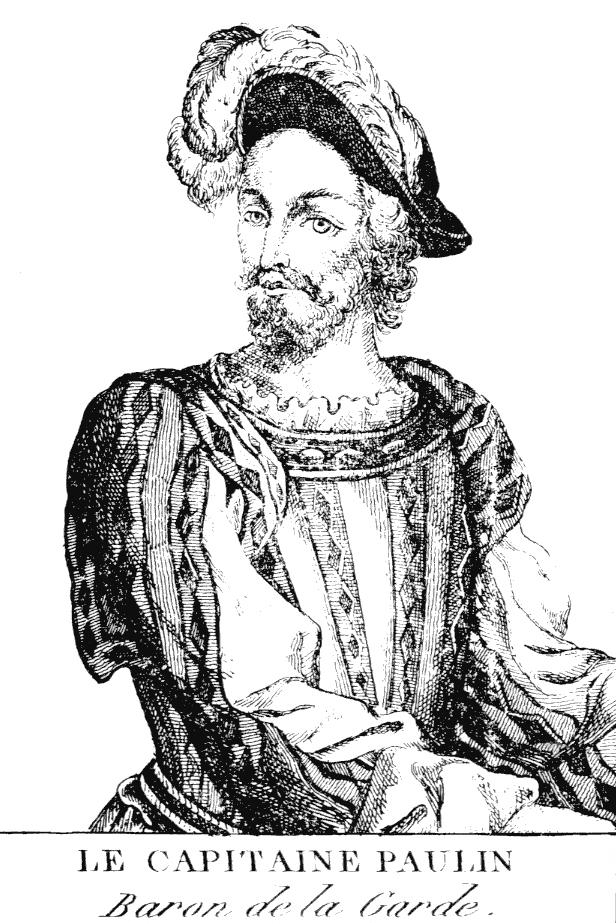
Il Baron de la Garde, ammiraglio della flotta francese
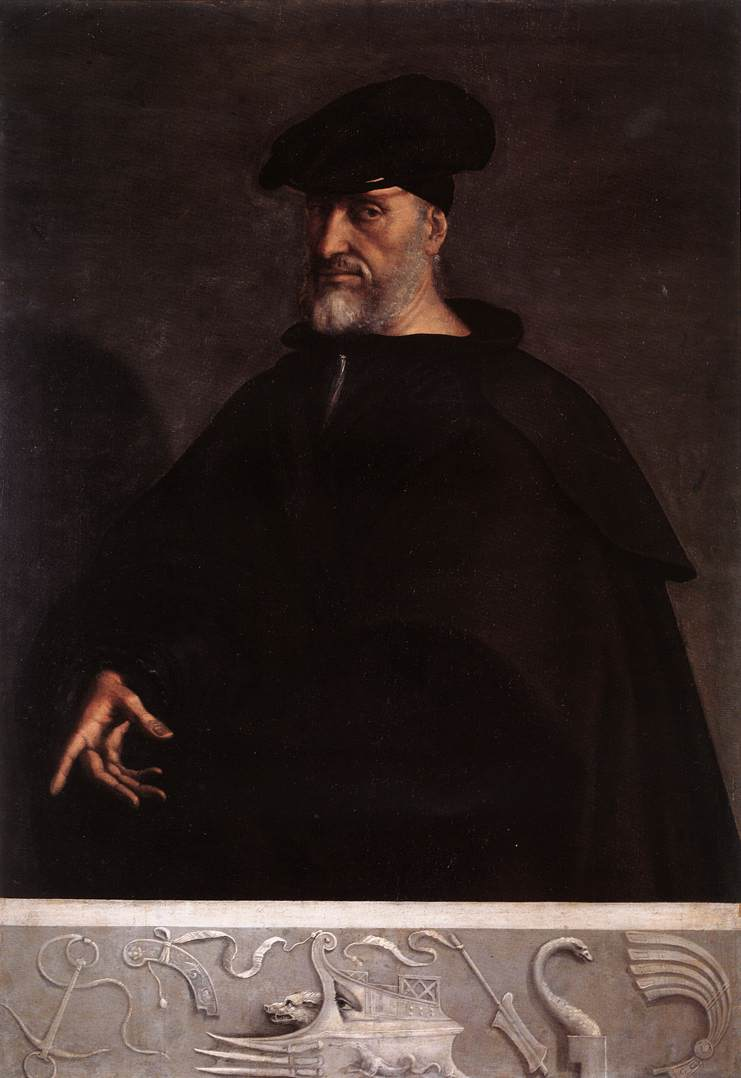
Andrea Doria, comandante delle forze genovesi
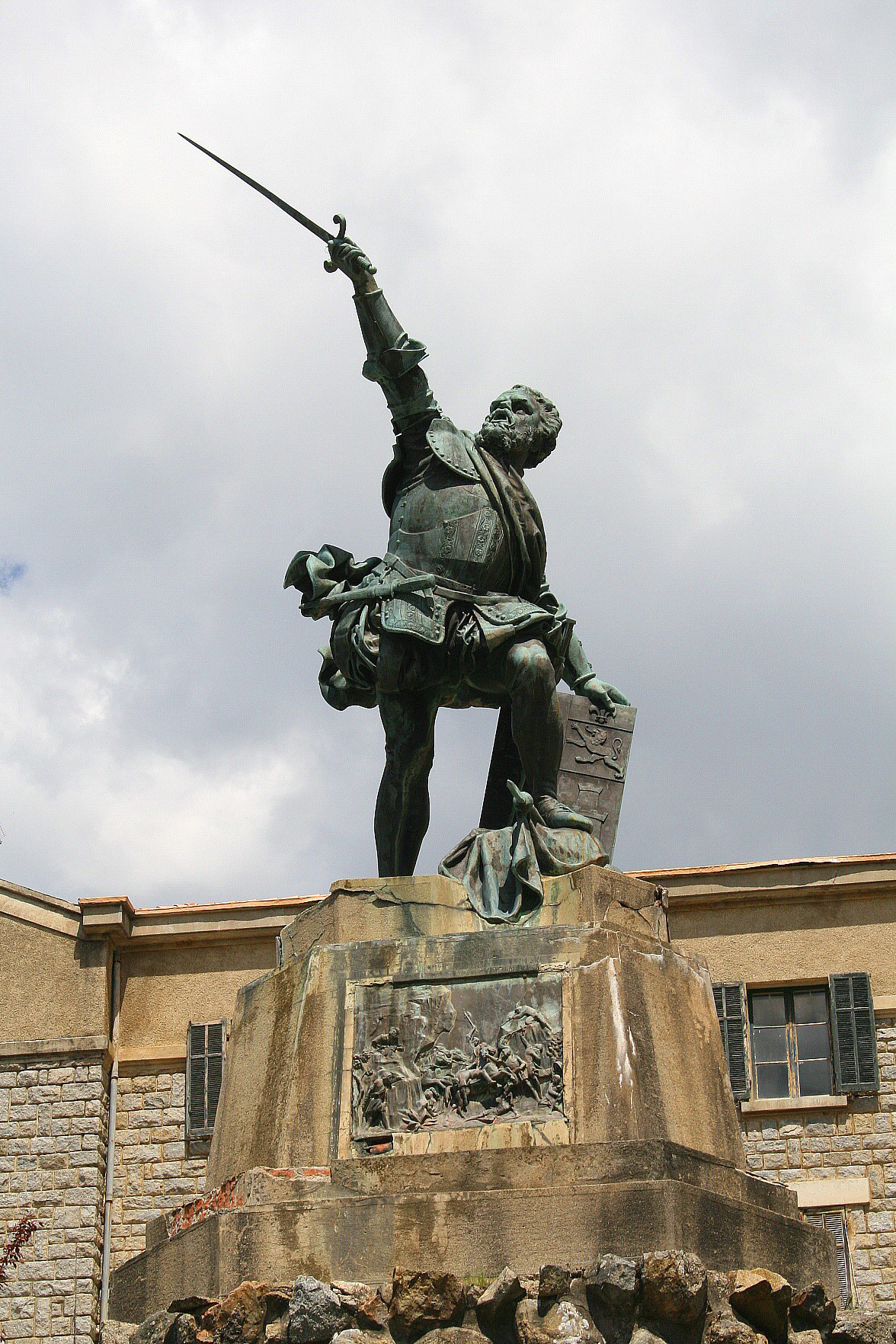
Statua di Sampiero Corso a Bastelica. Egli si alleò con francesi e ottomani per liberare la Corsica